# Buona Sera
«Buona Sera» (иногда называемая «Buona Sera, Signorina»; рус.: «Буона Сера») — песня, написанная Карлом Сигманом и Питером де Роузом и наиболее известная в исполнении Луи Примы в 1956 году. Он занял первое место в чартах синглов в Бельгии, Нидерландах и Норвегии и занял 3-е место в чарте самых продаваемых синглов во Фландрии в период с 1954 по 2014 год, составленном Ultratop. Трек Примы также достиг 25-го места в UK Singles Chart в феврале 1958 года.
Ральф Бендикс достиг 5-го места в Германии, записав ту же песню в 1958 году. В том же году Дин Мартин записал песню для своего альбома «This is Dean Martin!» Версия Акера Билка достигла 7-го места в UK Singles Chart в 1960 году.

## Другие известные версии
- 1981 год — Bad Manners, Великобритания, 1981 (номер 34 в британском чарте синглов)[3].
- 1987 год — Mauro — Buona Sera-Ciao CiaoMauro — Buona Sera-Ciao Ciao (1987).

## В дальнейшем
Песня была использована Эриком Жюдором в качестве музыкальной темы второго сезона телесериала Platane в 2013 году.

## Интересные факты
В народных («вульгарных») переводах встречается подстрочник «Синерита Чав Чав».